# Retronimo
Il retronimo è un tipo di neologismo. Consiste nel nuovo nome che si dà ad un oggetto o concetto già esistente ma che, per differenziarlo da una nuova forma o versione dello stesso oggetto o concetto, necessita di una definizione aggiuntiva.
Il termine è un calco linguistico del neologismo inglese retronym, ideato da Frank Mankiewicz nel 1980 e divenuto celebre grazie a William Safire sul New York Times.

## Esempi
Esempi di retronimi possono essere chitarra acustica (coniato dopo l'avvento della chitarra elettrica), Prima guerra mondiale (chiamata "Grande guerra" o "Guerra mondiale" fino allo scoppio della seconda guerra mondiale), telefonia fissa (per differenziarla dalla telefonia mobile, sviluppatasi in seguito) e orologio analogico (dopo la diffusione degli orologi digitali), libro o giornale cartaceo (per differenziarlo dal digitale).